# Causeway Bay
Causeway Bay is een wijk in Oost-Wan Chai en het West-Eastern District op het eiland Hongkong. De Chinese naam wordt in HK-romanisatie omgezet in Tung Lo Wan, zoals in Tung Lo Wan Road (銅鑼灣道). De wijk is drukbevolkt en staat vol hoge gebouwen. De grondprijs hier is zeer hoog en de huur van het winkelgebied behoort tot de duurste ter wereld. 

## Geschiedenis
Op deze plek was vroeger een inmiddels verdwenen vissersdorp. Overblijfselen hiervan zijn te vinden in de tyfoonschuilplaats en de Tianhoutempel van Tin Hau. In de jaren vijftig van de 20e eeuw werd de kustlijn verschoven door inpoldering.
De huidige Causeway Bay wordt vaak verward met East Point. Causeway Bay bestond vroeger uit het gebied om het Tin Hau MTR-station, terwijl het Causeway Bay MTR-station in East Point staat. East Point wordt vaak niet meer gezien als een aparte buurt, maar een buurt van Causeway Bay.

## Openbaar vervoer
Causeway Bay is bereikbaar via de ouderwetse dubbeldekstrams, dubbeldeksbussen, minibussen en station Causeway Bay met de Island Line.